# San José (Lomas de Zamora)
San José é um bairro do partido Lomas de Zamora. Limita-se com a localidade de Banfield ao norte, partido Almirante Brown ao sul, partido Quilmes ao leste e Barrio La Perla ao oeste. O atual território começou como uma estância em meados de 1700 e tornando-se bairro somente em 1948.